# Regiões hidrográficas de Portugal
As Regiões Hidrográficas de Portugal são unidades territoriais constituídas por uma ou mais bacias hidrográficas contíguas e pelas águas subterrâneas e costeiras que lhe estão associadas. Atualmente, de acordo com a Lei n.º 58/2005, de 29 de dezembro de 2005, alterada e republicada pelo Decreto-Lei n.º 130/2012, de 22 de junho, Portugal está dividido em 10 regiões hidrográficas:
- RH 1 - Minho e Lima
- RH 2 - Cávado, Ave e Leça
- RH 3 - Douro
- RH 4 - Vouga, Mondego e Lis
- RH 5 - Tejo e Ribeiras do Oeste
- RH 6 - Sado e Mira
- RH 7 - Guadiana
- RH 8 - Ribeiras do Algarve
- RH 9 - Açores
- RH 10 - Madeira[2]

As regiões hidrográficas do Minho e Lima, do Douro, do Tejo e Ribeiras do Oeste e do Guadiana integram regiões hidrográficas internacionais (Espanha).
A gestão de cada bacia hidrográfica cabe às administrações das regiões hidrográficas (ARH).